# Сактаево
Сакта́ево — посёлок в Карабашском городском округе Челябинской области России.

## География
Расположен на берегу реки Миасс, является анклавом Миасского городского округа. Расстояние до Карабаша 20 км.

## Население
| 2002 | 2010 |
| ---- | ---- |
| 36   | ↘31  |

По данным Всероссийской переписи, в 2010 году численность населения посёлка составляла 31 человек (17 мужчин и 14 женщины).

## Улицы
В настоящее время в посёлке нет ни одной улицы.